# Becsvölgye
Becsvölgye là một thị trấn thuộc hạt Zala, Hungary. Thị trấn này có diện tích 21,4 km², dân số năm 2010 là 815 người, mật độ 38 người/km².